# کینگزلی آمیس
کینگزلی آمیس (انگلیسی: Kingsley William Amis، زاده ۱۶ آوریل ۱۹۲۲ - درگذشته ۲۲ اکتبر ۱۹۹۵) شاعر، رمان‌نویس، منتقد و آموزگار اهل انگلستان بود. وی، در طول دوران نویسندگی خویش، بیش از بیست رمان، شش کتاب شعر و تعداد زیادی داستان کوتاه و نمایشنامه رادیویی و تلویزیونی نوشت. زندگی‌نامه‌نویسش زاکری لیدر، وی را طنزپردازترین نویسنده انگلیسی‌زبان نیمه دوم قرن بیستم توصیف کرده‌است.
در سال ۲۰۰۸ روزنامه تایمز نام آمیس را در رتبه نهم جدول پنجاه نویسنده بزرگ بریتانیایی از سال ۱۹۴۵ قرار داد.

## کتابشناسی

### شعر
- نوامبر درخشان (۱۹۴۷)
- مجموعه اشعار (۱۹۷۹)

### رمان
- جیم خوش شانس (۱۹۵۴)
- شیاطین پیر (۱۹۸۶)